# Polissoir de Neuilly-Saint-Front
Le polissoir de Neuilly-Saint-Front est un polissoir situé sur le territoire de la commune de Neuilly-Saint-Front, dans le département de l'Aisne, en France.

## Historique
Le polissoir est classé au titre des monuments historiques en 1970.

## Localisation
Le polissoir est situé devant l'abside de la chapelle Saint-Front, sur la route de Rassy

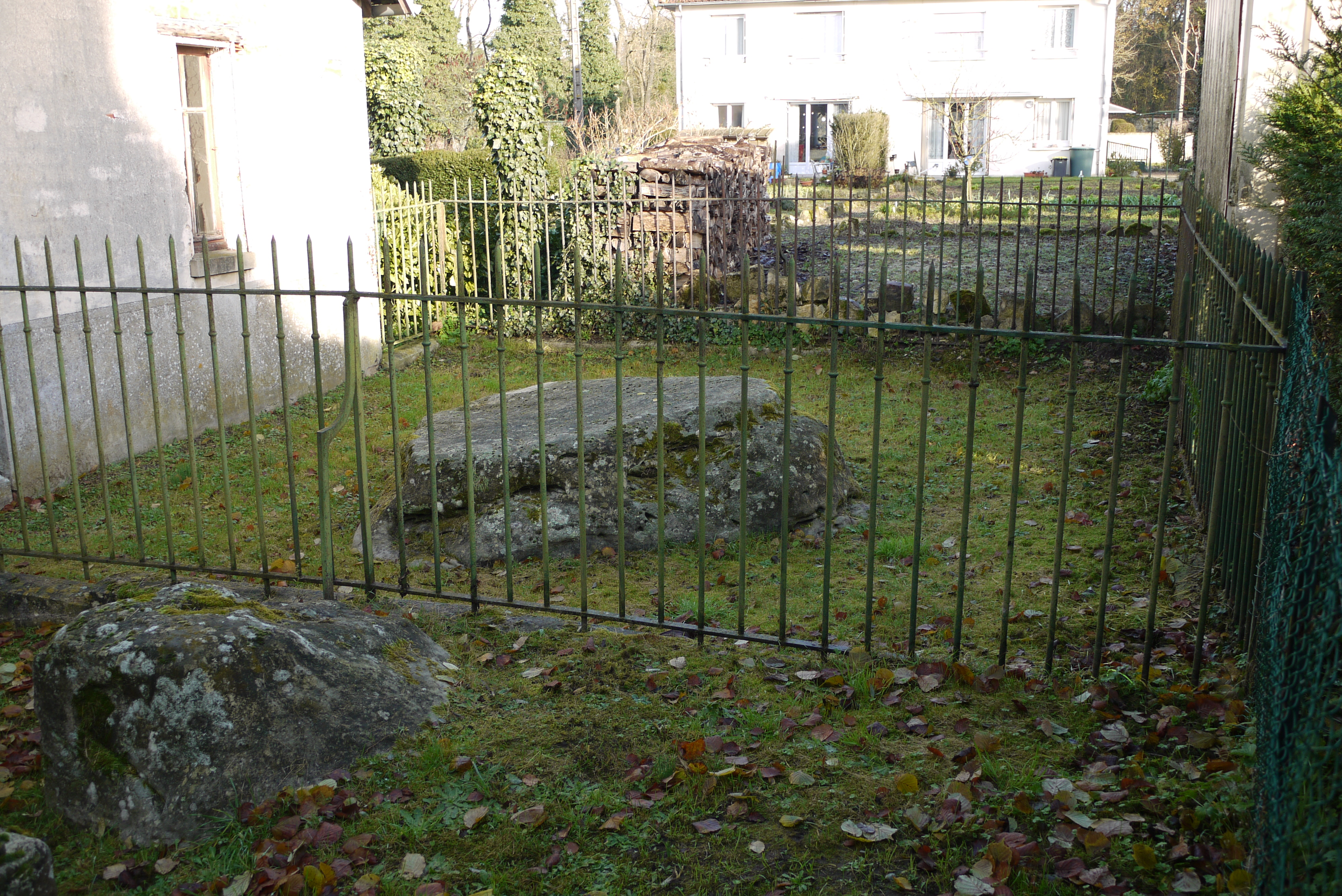
Le polissoir entouré d'une grille.

## Description
Le polissoir est constitué d'un bloc de grès. Il comporte plusieurs rainures, dont deux plus profondes, et cuvettes de polissage.

## Folklore
Selon la légende, Front de Périgueux évangélisa la région au IIIe siècle. Il dut combattre un dragon qui, en agonisant, frappa par deux fois la pierre avec sa queue y laissant les deux profonds sillons visible aujourd'hui. Une colombe vint alors se poser sur la pierre pour apporter du vin afin que le saint puisse dire la messe. La seconde pierre visible près du polissoir garde la trace du sabot du cheval de Front de Périgueux et du trou creusé par sa crosse.
Cette légende pourrait résulter d'une christianisation de la pierre qui autrefois était visible à environ 1 km du bourg et où se déroulait une pratique païenne durant laquelle les futurs époux devaient boire le vin, qui était versé dans les deux plus grandes rainures de la pierre, pour sceller leur union.